# Darling River (Pet River)
Der Darling River ist ein Fluss im Nordwesten des australischen Bundesstaates Tasmanien.

## Geografie
Der rund siebeneinhalb Kilometer lange Darling River entspringt etwa zwei Kilometer südsüdöstlich der Kleinstadt Highclere und fließt nach Nordnordosten. Ungefähr zwei Kilometer nordöstlich von Ridgley mündet er in den Pet River.